# من اینجا شاد بودم
من این‌جا شاد بودم (انگلیسی: I Was Happy Here) یک فیلم به کارگردانی دزموند دیویس است که در سال ۱۹۶۶ منتشر شد. از بازیگران آن می‌توان به سارا مایلز، سیریل کوساک، و جولیان گلاور اشاره کرد.